# مینولتا ایکس‌جی-ام

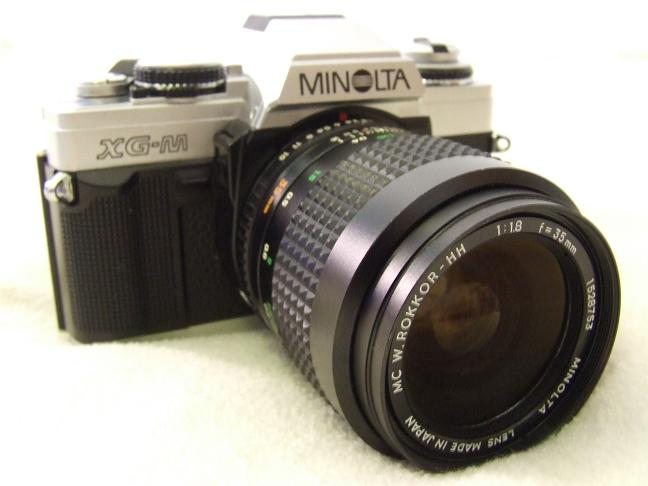
مینولتا ایکس جی _ ام

مینولتا ایکس‌جی-ام (به انگلیسی: Minolta XG-M) یک دوربین عکاسی ساخت شرکت مینولتا است.